# Зирянка (Яшкинський округ)
Зиря́нка (рос. Зырянка) — присілок у складі Яшкинського округу Кемеровської області, Росія.

## Населення
Населення — 389 осіб (2010; 421 у 2002).
Національний склад (станом на 2002 рік):
- росіяни — 91 %